# Ángulo de Tolman
El ángulo cónico de Tolman cuantifica el efecto estérico de las fosfinas. Dicho ángulo se define como el ángulo del vértice de un cono cilíndrico centrado a 2.28 Å del centro de un átomo de fósforo y que toca el radio de Van der Waals de los átomos más externos del substituyente. En caso de que el substituyente pueda tener múltiples disposiciones espaciales se coloca de manera que forme el cono de menor tamaño. 

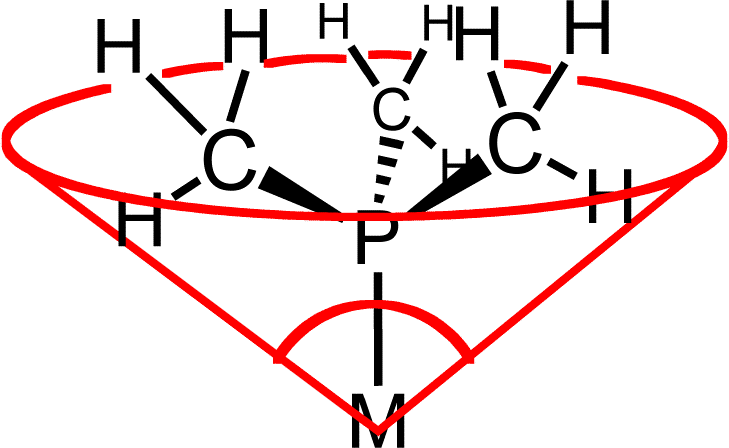

Esta cuantificación es vital ya que el tamaño del ligando afecta a la reactividad del centro metálico.
La tendencia de una fosfina a disociarse de un metal está directamente relacionada con su tamaño; lo que hace que sea muy importante en el ámbito de la catálisis para crear posiciones vacantes sobre el metal.
Se encuentra un ejemplo concreto del efecto del tamaño de las fosfinas en la reacción de hidroformilación con compuestos de Rh y monofosfinas PR3, donde se observa que un aumento del ángulo cónico de Tolman conduce a una mayor selectividad en el aldehído lineal. Cuando el tamaño de la fosfina es demasiado grande la proporción de aldehído lineal decrece debido a efectos estéricos que impiden la formación especies con más de un ligando coordinado. 
El término fue introducido por Chadwick A. Tolman, un químico investigador en Dupont. Originalmente aplicado a las fosfinas, los ángulos cónicos se determinaron originalmente tomando medidas a partir de precisos modelos físicos de ellos.

## Ángulos de Tolman
| ligando           | ángulo (grados) |
| ----------------- | --------------- |
| PH3               | 87              |
| PH2Ph             | 101             |
| P(OCH2)3CR        | 101             |
| PF3               | 104             |
| P(OCH3)3          | 107             |
| dmpe              | 107             |
| depe              | 115             |
| P(CH3)3           | 118             |
| dppm              | 121             |
| PMe2Ph            | 122             |
| dppe              | 125             |
| dppp              | 127             |
| P(CH2CH3)3        | 132             |
| dcpe              | 142             |
| P(C6H5)3          | 145             |
| PPh2(t-Bu)        | 157             |
| P(ciclo-C6H11)3   | 170             |
| PPH(t-Bu)2        | 170             |
| P(t-Bu)3          | 182             |
| P(C6F5)3          | 184             |
| P(2,4,6-Me3C6H2)3 | 212             |